# Anici Auqueni Bas (prefecte urbà)
Anici Auqueni Bas (en llatí Anicius Auchenius Bassus) va ser un polític romà del segle iv. Va actuar durant el regnat dels emperadors Flavi Gracià (375-383), Valentinià I (375-392) i Teodosi I el Gran (378-395).
D'Anici Auqueni Bas i de la seva família només en tenim notícies a través de les inscripcions epigràfiques, recollides al Corpus Inscriptionum Latinarum i a L'Année épigraphique. Havia nascut a Benevent i era patró d'aquesta ciutat i també de Fabrateria Vetus i, per tradició familiar, de Nàpols. Pertanyia a la gens Anícia i a la gens Auquenia. Algunes inscripcions el mencionen com a "restitutor generis Aniciorum", una referència que potser vol dir que va ser adoptat pels Anicis quan la família no tenia cap membre masculí viu, o més probablement que durant algun temps va ser l'únic membre masculí de la família, abans de casar-se i tenir fills. Se sap que tant el seu pare com el seu avi eren cònsols. El seu pare ha estat identificat amb Amnius Manius Caesonius Nicomachus Anicius Paulinus, cònsol el 334, el seu avi amb Amnius Anicius Iulianus, cònsol el 322. Es va casar amb Turrenia Honorata i va tenir diversos fills. Dos d'ells poden ser identificats: un va ser Anici Auqueni Bas que va ser cònsol el 408 i l'altre va ser Tirrenia Anicia Juliana.
La seva actuació es coneix també per les inscripcions. Va començar presentant-se com a candidat a qüestor i a pretor tutelaris, i va unificar dos càrrecs en un. Entre el 372 i el 382 va ser procònsol de la Campània, on va fer diverses obres de restauració com ara la reparació del bany d'Àntium. Entre el 22 de novembre de 382, i el 25 d'agost de 383 va ser praefectus urbi de Roma. Mentre exercia el càrrec, va investigar una disputa entre Ciriades i Auxenci sobre la construcció d'un pont i un judici sobre un deute dels diners dels vinaria (uns impostos que es recollien per a les donacions de vi al poble en determinades festivitats). L'any 384 va ser investigat per possibles faltes en la seva gestió.
Anici Auqueni Bas era cristià, i probablement va ser el jutge en un judici contra el Bisbe Efesi acusat de pertànyer a la secta dels Luciferins, però el va absoldre.